# Leptochloa longa
Leptochloa longa är en gräsart som beskrevs av August Heinrich Rudolf Grisebach. Leptochloa longa ingår i släktet spretgräs, och familjen gräs. Inga underarter finns listade i Catalogue of Life.